# Monsieur Prud'homme s'émancipe
Pour plus de détails, voir Fiche technique et Distribution.
Monsieur Prud'homme s'émancipe est un film muet français réalisé par Léonce Perret, sorti en 1910.

## Fiche technique
- Titre : Monsieur Prud'homme s'émancipe
- Réalisation : Léonce Perret
- Scénario :
- Photographie :
- Société de production : Société des Etablissements L. Gaumont
- Pays d'origine :  France
- Format : Noir et blanc — 35 mm — 1,33:1 — Muet
- Genre : Comédie
- Métrage : 180 mètres
- Durée : 6 minutes
- Dates de sortie :
  -  France : 1er décembre 1910

## Distribution
- Léonce Perret : Monsieur Prud'homme
- Valentine Petit : Madame Prud'homme